# Autoroute A466 (France)
L’autoroute A466 est un barreau autoroutier de 4 kilomètres qui relie les autoroutes A6 (aux Chères) et A46 (à Quincieux et Ambérieux-d'Azergues) dans l'agglomération nord de Lyon.
L'A466 a ajouté une liaison jusqu'alors inexistante entre l'A6 dans le sens sud-nord et l'A46 dans le sens ouest-est et, inversement, entre l'A46 dans le sens est-ouest et l'A6 dans le sens nord-sud ; ce qui en mars 2018, lorsque l'autoroute A89 est reliée à l'A6, termine la réalisation de l'axe autoroutier Bordeaux - Genève.

## Caractéristiques
- 2 × 2 voies
- 4 kilomètres de longueur
- 5 ouvrages d'art, dont le franchissement de la voie ferrée Paris - Lyon - Marseille[2]

## Historique
Déclarée d’utilité publique le 15 juillet 2009, elle est inscrite dans le contrat plan de 2009-2013 et est concédée à la société APRR jusqu'en 2032.
Les travaux préliminaires sont réalisés en 2012 et la construction de l'autoroute en elle-même débute en 2013. Le coût de la construction de l'A466 est de 76 millions d'euros entièrement financés par la société APRR.
Le raccordement de l’A466 à l'A46 a nécessité en outre des travaux l'élargissement de 6 km de cette dernière (passage de 2 × 2 voies à 2 × 3 voies entre la bifurcation de l'A466 et l'échangeur de Neuville-Trévoux), d'un montant de 41 millions également financés par APRR. Finalement, le coût cumulé de ces deux projets est de 117 millions.
L'autoroute a ouvert en juillet 2015 avec six mois d'avance sur le calendrier initial.

## Galerie de photographies

Sélection de photographies de l'autoroute A466.
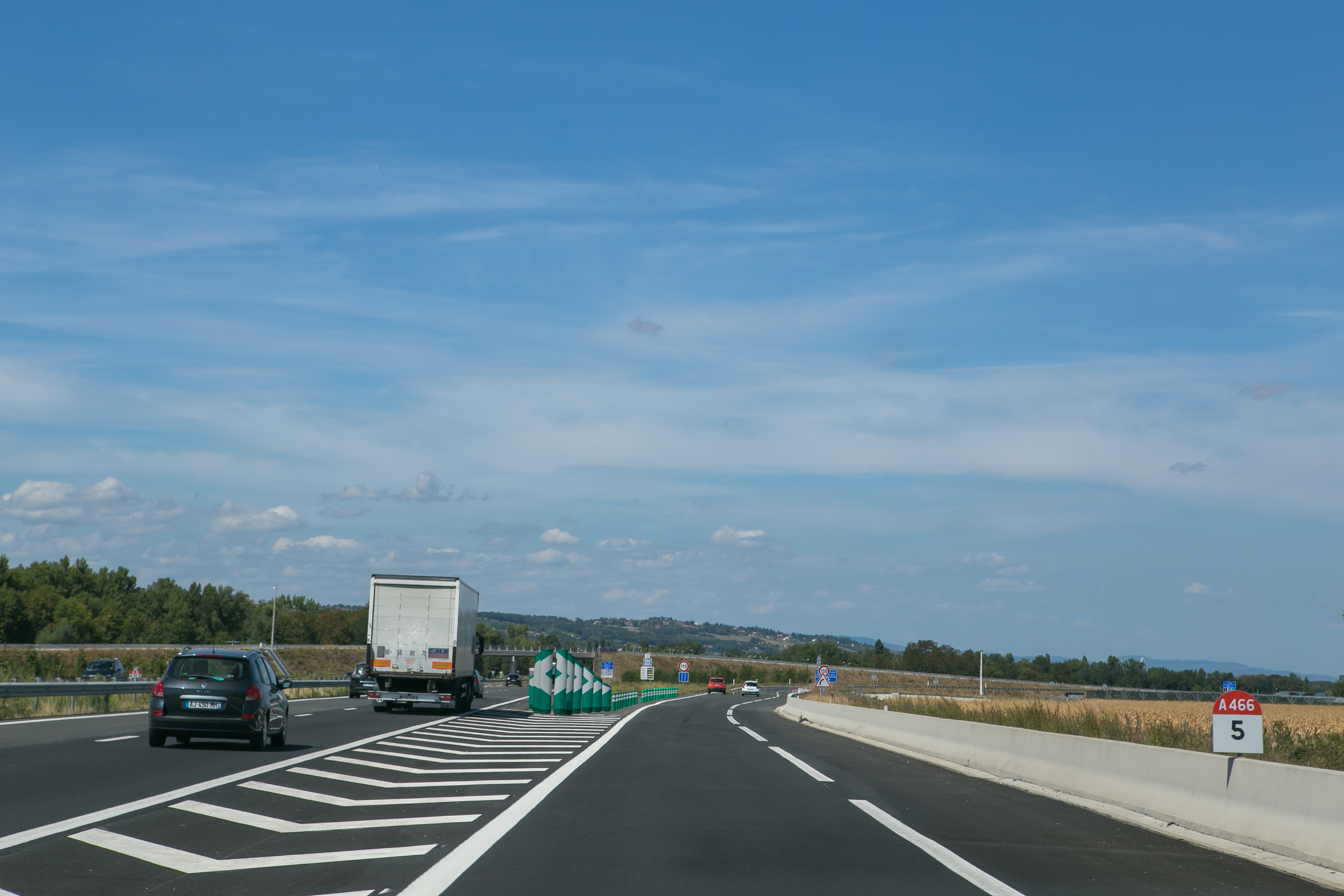
Bifurcation entre l'A6 et l'A466 au niveau des Chères.
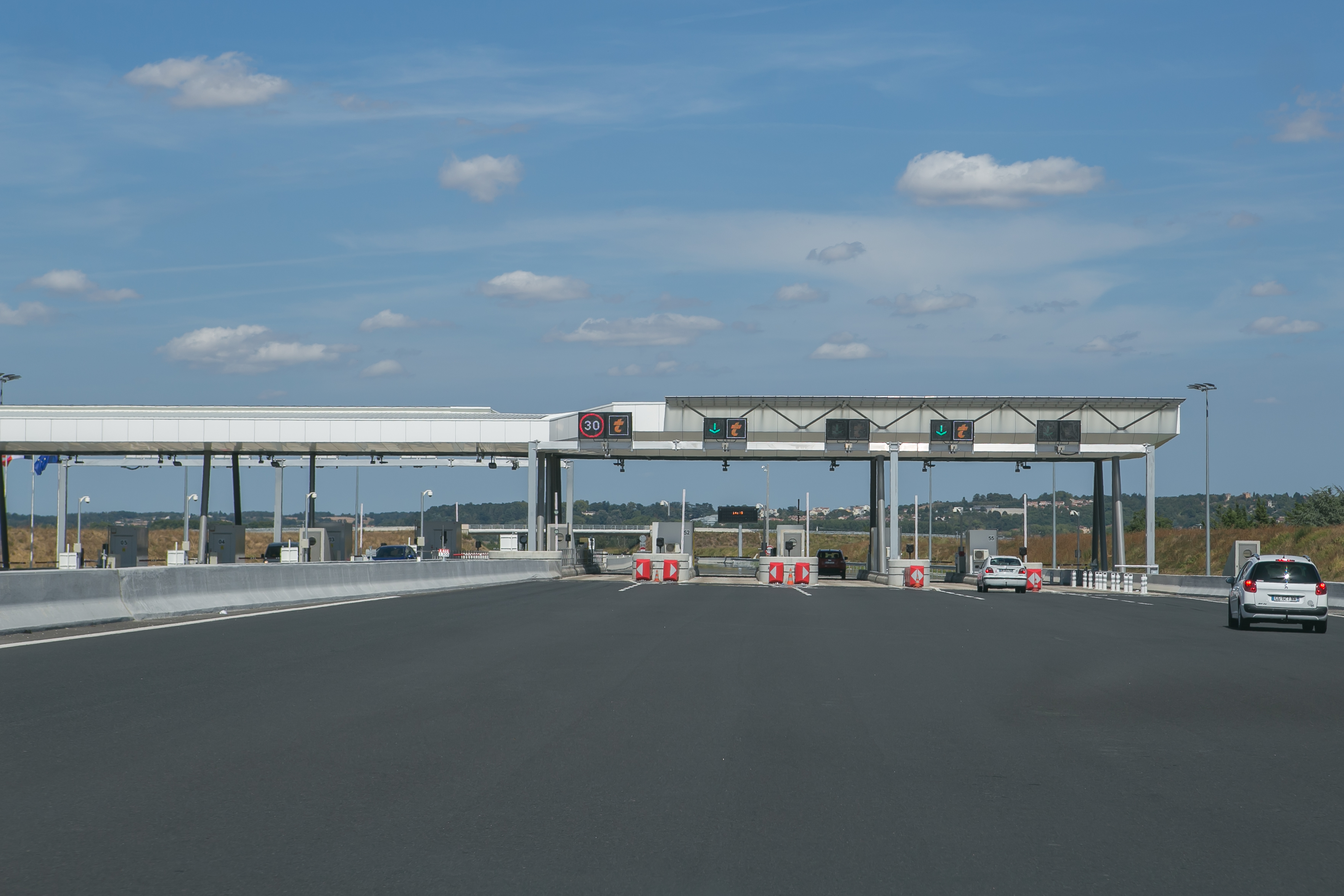
Gare de péage de Quincieux.
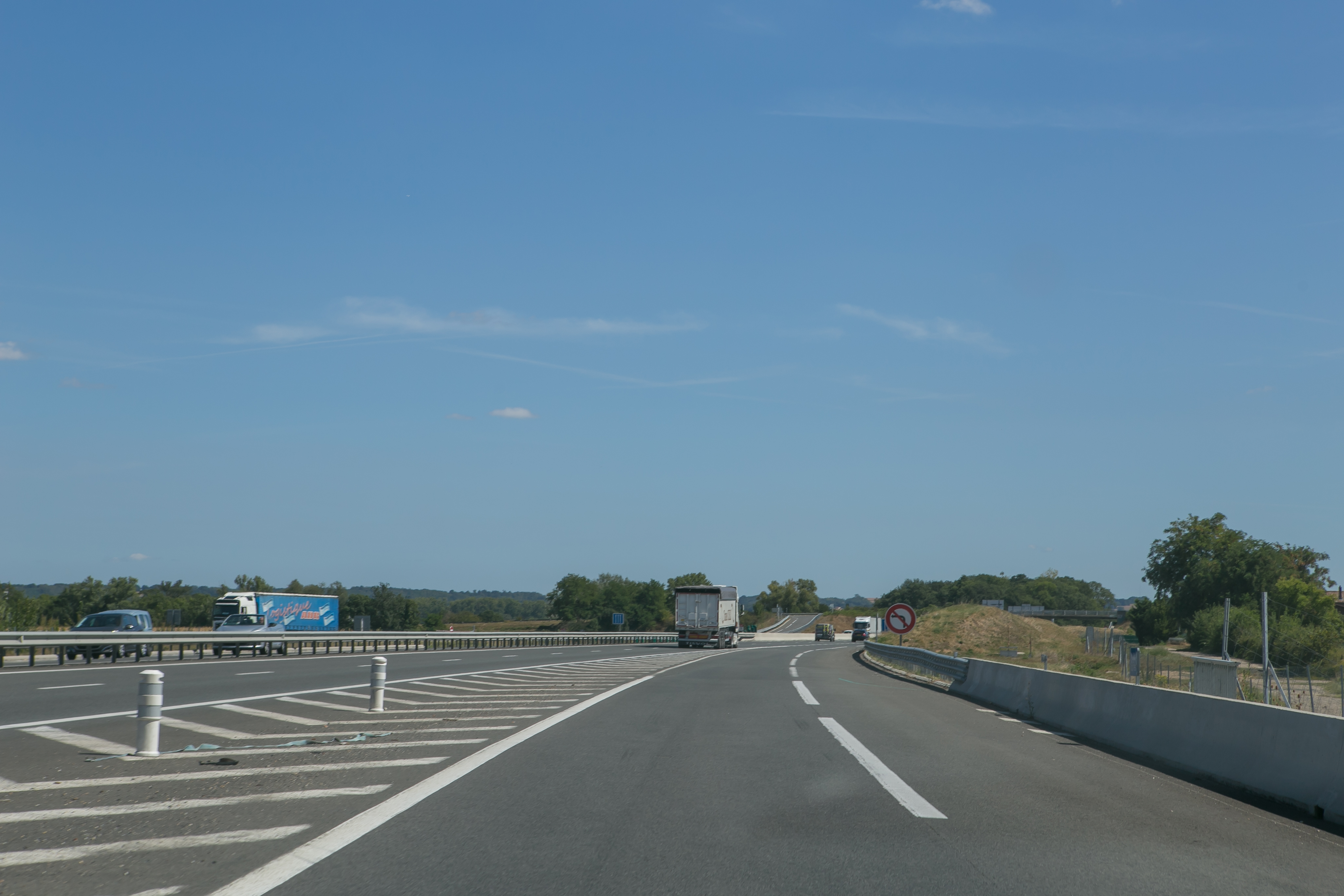
Raccordement de l'A466 à l'A46 au niveau de Quincieux.

## Itinéraire
- Échangeur entre A46 et A466 (demi-échangeur), au km 3 de l'A46
- Péage de Quincieux
- Échangeur entre A6 et A466 (demi-échangeur)

## Trafic
Le trafic est estimé à 11 000 véhicules par jour à l'horizon 2020,.

## Tarif
Le tarif en vigueur à compter du 4 juillet 2015 s'élève à 2,90 € pour les véhicules de classe 1, soit pour 36,04 km en amont et en aval de la nouvelle autoroute, 8 centimes du kilomètre selon APRR.